# Valley (Alabama)
Valley is een plaats (city) in de Amerikaanse staat Alabama en valt bestuurlijk gezien onder Chambers County.

## Demografie
Bij de volkstelling in 2000 werd het aantal inwoners vastgesteld op 9198.
In 2006 is het aantal inwoners door het United States Census Bureau geschat op 8931, een daling van 267 (-2.9%).

## Geografie
Volgens het United States Census Bureau beslaat de plaats een oppervlakte van
25,2 km², de totale oppervlakte bestaat uit land.

## Plaatsen in de nabije omgeving
Het onderstaande figuur toont de plaatsen in een straal van 32 kilometer rond Valley.